# The Human League
The Human League sono un gruppo musicale britannico formatosi a Sheffield, in Inghilterra, nel 1977. Pionieri del synth pop, raggiunsero l'apice del successo all'inizio degli anni ottanta, per poi tentare di tornare sulle scene verso la metà degli anni novanta.

## Origine del nome
Il nome deriva dal gioco da tavolo Starforce: Alpha Centauri, allora uno dei primi wargame di fantascienza, in cui esiste una comunità sorta nel 2415 d.C., appunto la "Human League" ("Lega umana") che cerca l'indipendenza dalla Terra.

## Storia

### Origini
Martyn Ware e Ian Craig Marsh erano due programmatori di computer nella città di Sheffield senza esperienza musicale, uniti dall'interesse comune per due stili musicali abbastanza diversi tra loro, la musica pop, come il glam rock e la Motown, e la musica elettronica d'avanguardia. Comprarono un sintetizzatore e cominciarono a produrre musica nel loro studio, formando poi un gruppo con Adi Newton chiamato The Future. Newton lasciò la formazione dopo qualche tempo per poi formare i Clock DVA. Registrazioni fatte sotto il nome de The Future sono state pubblicate nel 2002 nell'album The Golden Hour of The Future and The Human League.
Alla ricerca di un cantante per il gruppo, la prima scelta era del concittadino Glenn Gregory (successivamente leader di un'altra loro band, gli Heaven 17), il quale non era in quel momento disponibile e dovettero quindi ripiegare su un altro ex compagno di scuola Philip Oakey, nativo del Leicestershire e anche lui digiuno di esperienze musicali al pari di Ware e Marsh. Nel 1978 esce il loro primo singolo Being Boiled sull'etichetta indipendente Fast Product. Il singolo riscosse un modesto successo nella scena underground post-punk ma entrerà di sorpresa nelle classifiche inglesi solo dopo il grande successo commerciale del 1981, diventando brano "cult". Il brano verrà incluso in tutte le raccolte dei singoli del gruppo. Per Fast Product esce inoltre l'EP The Dignity of Labour.
Dato l'impegno del gruppo a portare la musica elettronica, senza chitarre e batteria, al grande pubblico tramite diverse esibizioni dal vivo, al gruppo si aggiunge Philip Adrian Wright in veste di scenografo e addetto alle proiezioni di diapositive durante gli spettacoli. Seguiranno tour come gruppo "supporter" ad altri artisti prestigiosi quali Iggy Pop e Siouxsie & the Banshees.
Nel 1979 il gruppo firma un contratto con la Virgin Records e presto esce il loro primo album Reproduction e il singolo Empire State Human, ambedue con modesto successo. L'album fece guadagnare al gruppo la reputazione di pioniere della new wave elettronica. Seguirà sempre per la Virgin un secondo album Travelogue, di maggior successo rispetto all'esordio e un EP Holiday '80, il quale porterà la band vicini alle classifiche inglesi con l'inclusione di una cover di un brano celebre degli anni settanta di Gary Glitter, Rock 'n' Roll.

### Gli anni ottanta
Nonostante l'incremento del successo, poco dopo l'uscita di Travelogue il gruppo si divide. Ware e Marsh recuperano Glen Gregory e danno vita agli Heaven 17 e alla British Electric Foundation (B.E.F.), mentre Oakey e Wright - diventato nel frattempo tastierista - proseguono col nome The Human League. Per soddisfare le esigenze dell'imminente tour europeo assumono Ian Burden al basso e tastiere e allargano la formazione del gruppo con due cantanti di nome Susanne Ann Sulley e Joanne Catherall, incontrate in un night club di Sheffield.
Nel 1981, sempre sotto l'egida della Virgin e dopo una ripartenza incerta con il singolo Boys and Girls, il gruppo finalmente raggiunge il successo nella primavera con The Sound of the Crowd. Nei mesi successivi registrarono insieme al produttore Martin Rushent il loro album più di successo, dal titolo Dare, trascinato nelle vendite anche da alcuni singoli amati dal grande pubblico come Love Action e Open Your Heart, quest'ultimo scritto insieme al nuovo membro Jo Callis. Il più famoso brano resta il quarto singolo tratto da Dare, Don't You Want Me, numero uno nelle classifiche britanniche nel periodo natalizio del 1981 e uno dei singoli più venduto in quello stesso anno, raggiungendo anche la prima posizione anche negli Stati Uniti durante l'estate successiva.
Il successo di Dare darà vita anche ad un album remix intitolato Love and Dancing, pubblicato sotto il nome di "The League Unlimited Orchestra". È uno dei primi album del genere.
Seguiranno altri singoli di successo Mirror Man e (Keep Feeling) Fascination, ma dopo aver speso mesi cercando di replicare un album di successo come Dare, e dopo che Martin Rushent aveva abbandonato il progetto, finalmente nel maggio 1984 pubblicarono un singolo carico di significati politici, The Lebanon, che raggiunse l'undicesima posizione in Gran Bretagna. Era un brano che si distanziava molto dal materiale precedente con abbondante uso di chitarre elettriche e di sonorità rock. L'album, che seguì di lì a poco, Hysteria, per il difficile e teso processo di registrazione, divise critica e pubblico e non ebbe il successo che ci si sarebbe potuti attendere. Dall'album verranno pubblicati altri due singoli Life On Your Own e Louise.
In quello stesso anno, il cantante e frontman Philip Oakey collabora con Giorgio Moroder con il brano Together in Electric Dreams che farà parte della colonna sonora del film Electric Dreams ed un album intitolato Philip Oakey & Giorgio Moroder.
Nel 1986, in un periodo di stagnazione creativa, la Virgin mise al loro fianco una coppia di produttori americani Jimmy Jam & Terry Lewis, famosi nel R&B, che avevano appena lavorato al grande successo internazionale di Janet Jackson. Il singolo Human, scritto e prodotto da Jam & Lewis, raggiungerà il primo posto nelle classifiche USA, e anche in patria otterrà un ottimo posizionamento nelle classifiche di vendita. L'album Crash, invece, sempre prodotto da Jam & Lewis, non riuscì a ottenere il disco d'oro e tensioni all'interno della band in seguito alla collaborazione con la coppia americana, porteranno alla partenza del gruppo di Adrian Wright, Ian Burden e il batterista e tastierista Jim Russell. Nel 1988 esce la prima raccolta Greatest Hits del gruppo, con solo Oakey, Catherall e Sulley in copertina.

### Gli anni novanta
Alla fine degli anni ottanta e l'inizio del nuovo decennio vede gli Human League, ora ridotti a Oakey e le due coriste, impegnati con la registrazione di un nuovo album, Romantic?, insieme a due nuovi giovani componenti, Neil Sutton e Russell Dennett. L'album è preceduto dal singolo Heart Like a Wheel, scritto insieme a Jo Callis, vecchio collaboratore ai tempi di Dare e Hysteria, e riscuote un discreto successo. L'album vanta anche collaborazioni con produttori in voga quali Bob Kraushaar e William Orbit, nonché un altro vecchio collaboratore, Martin Rushent. Ciononostante, le molte modifiche alla formazione e i conseguenti scarsi successi (anche del secondo singolo Soundtrack to a Generation) costrinsero la casa discografica Virgin a non rinnovare più il contratto con The Human League.
Nel 1995 un ritorno a sorpresa e di successo notevole con il singolo Tell Me When, dopo i tempi infelici di inizio decennio, funse da apripista per l'album Octopus. La copertina e i crediti del disco presentano il gruppo come un trio fatto da Oakey, Sulley e Catherall, ma almeno una mezza dozzina di altri musicisti sono stati impegnati in modo continuativo per la band per la scrittura ed esecuzione dei nove nuovi brani. Fra questi spicca il nome di Ian Stanley, ex-produttore dei Tears for Fears. Un secondo singolo dall'album One Man in My Heart è il primo ad avere la corista Susan Anne Sulley come voce solista e riscuoterà un buon successo in classifica.
Un seguito di Octopus faticò tuttavia a vedere la luce e un successivo cambio dirigenziale nella casa discografica East West fece cancellare il contratto con la band, nonostante le vendite che il remix di Don't You Want Me avevano fatto registrare, insieme ad un nuovo Greatest Hits, compreso l'inedito Stay With Me Tonight, sempre nel 1995.

### Gli anni duemila
Nessun disco venne pubblicato da parte della band fino al 2001, quando uscì Secrets. Neil Sutton aveva scritto con Oakey la maggior parte del materiale, oltre ad aver suonato le tastiere. La critica lo accolse bene, anche per il rinnovato interesse verso la musica anni ottanta e il pop elettronico, ma la chiusura della etichetta discografica Chrysalis da parte della casa madre portò ad una promozione scarsa e conseguenti vendite ridotte.
Negli anni successivi, il gruppo ha comunque continuato ad esibirsi dal vivo con successo, senza disdegnare la partecipazione a qualche tour di vecchie glorie degli anni ottanta, pubblicando il loro primo CD e DVD live.
Nel 2009 Oakey duetta con i Pet Shop Boys nel brano This Used to Be the Future, incluso nel disco bonus Yes, e nello stesso anno con Little Boots nel brano Symmetry incluso nel suo album di debutto Hands.
Nell'autunno del 2010 gli Human League iniziano a proporre nei loro concerti un nuovo brano, Night People, che viene poi annunciato come primo singolo dal nuovo album dal titolo Credo, che esce il 21 marzo 2011. Esce lo stesso giorno il singolo Never Let Me Go. A luglio esce un terzo singolo Sky, seguito da Egomaniac (solo in Germania), sempre da Credo.
Il gruppo continua ad eseguire concerti dal vivo nel Regno Unito ed in Europa, ma senza pubblicare nuovo materiale. Nel 2016 annunciò un tour europeo chiamato A Very British Synthesizer Group e un nuovo album antologia omonimo, che riassume la produzione dal 1977 in poi, uscito nell'ottobre 2016 in doppio CD. Nel 2017 il gruppo ha festeggiato i quarant'anni di attività.

## Formazione
- Philip Oakey, voce, tastiera
- Joanne Catherall, voce
- Susan Ann Sulley, voce
- Neil Sutton, tastiera
- Ian Burden, basso
- Rob Burton, batteria, percussioni

## Discografia
- 1979 - Reproduction
- 1980 - Travelogue
- 1981 - Dare
- 1984 - Hysteria
- 1986 - Crash
- 1990 - Romantic?
- 1995 - Octopus
- 2001 - Secrets
- 2011 - Credo